# Ukyō Sasahara
Ukyō Sasahara (jap. 笹原右京 Sasahara Ukyō; ur. 24 kwietnia 1996 roku) – japoński kierowca wyścigowy.

## Kariera

### Formuła Renault
Sasahara rozpoczął karierę w jednomiejscowych samochodach wyścigowych w wieku 17 lat w 2013 roku w Formule Renault. W tym roku rozpoczął stary w Europejskim Pucharze Formuły Renault 2.0 oraz w Alpejskiej Formule Renault. W obu tych seriach Francuz podpisał kontrakt z włoską ekipą Euronova Racing. Jedynie w edycji alpejskiej był klasyfikowany. Z dorobkiem 32 punktów został sklasyfikowany na trzynastej pozycji w klasyfikacji generalnej.

## Statystyki
| Sezon | Seria                                         | Zespół                                      | Wyścigi | Zwycięstwa | PP | NO | Podium | Punkty | Pozycja |
| ----- | --------------------------------------------- | ------------------------------------------- | ------- | ---------- | -- | -- | ------ | ------ | ------- |
| 2013  | Europejski Puchar Formuły Renault 2.0         | Euronova Racing                             | 4       | 0          | 0  | 0  | 0      | 0      | NS†     |
| 2013  | Alpejska Formuła Renault 2.0                  | Euronova Racing                             | 14      | 0          | 0  | 0  | 0      | 32     | 13      |
| 2014  | Północnoeuropejski Puchar Formuły Renault 2.0 | Euronova Racing                             | 15      | 0          | 0  | 1  | 1      | 191    | 6       |
| 2014  | Włoska Formuła 4                              | Euronova Racing by Fortec Italia Motorsport | 3       | 1          | 0  | 0  | 1      | 25     | 17      |
| 2015  | Północnoeuropejski Puchar Formuły Renault 2.0 | ART Junior Team                             | 16      | 2          | 1  | 1  | 8      | 296    | 3       |
| 2015  | Europejski Puchar Formuły Renault 2.0         | ART Junior Team                             | 17      | 1          | 1  | 0  | 4      | 116    | 7       |
| 2016  | Europejska Formuła 3                          | ThreeBond with T-Sport                      | 3       | 0          | 0  | 0  | 0      | 0      | 26      |

† – Sasahara nie był zaliczany do klasyfikacji